# 단테 디파올로
단테이 디파울로(영어: Dante DiPaolo, 1926년 2월 18일 ~ 2013년 9월 3일)는 미국의 배우이다.
콜로라도의 이탈리아계 미국인 가정에서 태어났다. 로스앤젤레스에서 사망하였다. 사인은 폐렴이다.

## 영화
- 스위트 채리티 (1969년)
- 피와 검은 레이스 (1964년)
- 너무 많은 것을 안 여자 (1963년) - 란디니 역
- 아틀라스 어게인스트 더 사이크롭스 (1961년)
- 7인의 신부 (1954년)
- 더 스타 메이커 (1939년)